# Biovalue
Biovalue (volledige naam: DELTA Biovalue B.V.) werd opgericht in april 2001 door de heren Hilboezen en Wortelboer. In april 2006 kocht het Zeeuws nutsbedrijf DELTA een aandelenbelang van 65% in de onderneming en per eind 2008 had DELTA alle aandelen in handen. De productie van biodiesel startte medio 2007, maar door tegenvallende resultaten ging de onderneming eind 2010 reeds failliet. In september 2012 werd bekendgemaakt dat Bio-Oil de fabriek overneemt. N.B. Het bedrijf heeft geen enkele verhouding met de biogas producent BioValue BV.

## Oprichting
Aanvankelijk waren de vooruitzichten voor biodiesel gunstig. In 2005 leidde internationale afspraken tot een verplichting van het bijmengen van biodiesel bij gewone diesel. Dat begon met een klein aandeel van 2% en moest volgens EU-richtlijnen uitgebreid worden naar 5,75% in 2010.
Met DELTA als grootaandeelhouder werd in juli 2006 begonnen met de bouw van een industriële biodieselfabriek in de Eemshaven. De capaciteit werd zo’n 65 miljoen liter biodiesel per jaar en bijna 30 werknemers waren nodig. In augustus 2007 was de technische oplevering en een maand later werd de productie gestart. Het betrof een zogenaamde eerste generatie biodieselfabriek. De belangrijkste grondstof was koolzaad, maar ook andere oliehoudende zaden konden verwerkt worden. Het koolzaad kwam uit andere landen per schip in de Eemshaven aan. Door een verladingsstation op de kademuur werd het koolzaad naar vier opslagsilo’s getransporteerd. In de fabriek werd het koolzaad geperst waarna de koolzaadolie werd gebruikt voor het fabriceren van biodiesel. Biovalue had een uniek productieproces, dat geen afval opleverde en weinig energie verbruikte tijdens de productie. De reststof werd verwerkt tot een additief voor de diervoederindustrie.

## Resultaten
De fabriek heeft vanaf de oprichting verlies geleden. In 2008 was het verlies € 11,9 miljoen op een omzet van € 73 miljoen. In 2009 halveerde de omzet ruimschoots en liep het verlies op tot € 44,4 miljoen. Het resultaat over 2009 werd wel extra negatief beïnvloed door een volledige afschrijving op de productiemiddelen van € 38 miljoen.
Belangrijkste redenen voor deze slechte financiële resultaten waren de scherpe schommelingen in de koolzaadprijs. De persinstallatie werkte niet optimaal waardoor minder olie uit koolzaad werd gewonnen dan gewenst. Verder speelde de minder strenge overheidsregels met betrekking tot de verplichte bijmenging van biobrandstoffen een belangrijke rol. De bijmengverplichting werd in 2008 gereduceerd naar 4% in 2010. Ten slotte werkte de fors toegenomen import van goedkope biodiesel vanuit de Verenigde Staten en Latijns-Amerika tegen. Door de lagere vraag was Biovalue gedwongen de productie gedurende drie maanden in 2009 stil te leggen. Technisch was de installatie verouderd vanaf het begin; het was een eerste generatie biodieselfabriek terwijl al geruime tijd de tweede generatie op de markt was geïntroduceerd en er ook al werd gewerkt aan een derde generatie.

## Bedrijfseinde
Begin 2010, besloot DELTA als gevolg van de voortdurende verliezen de biodieselfabriek af te stoten. Hierbij was de keuze tussen slopen of verkopen. Medio 2010 was er een mogelijke koper gevonden, Sunoil, maar er is uiteindelijk geen overeenstemming bereikt.

## Bio-Oil koopt Biovalue
In september 2012 werd bekend dat de curator een koper heeft gevonden voor Biovalue. Het Oostenrijkse bedrijf Bio-Oil neemt de fabriek over. In januari 2013 zal de fabriek weer in werking treden en 23 werknemers tellen. Bio-Oil zal biodiesel gaan maken van gebruikte vetten en niet - zoals het oorspronkelijke plan was - van koolzaad.